# Грабки (знаряддя)

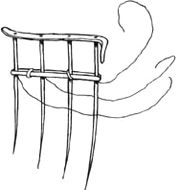
Грабки

Грабки́ — пристосування до коси при косінні злакових — жита, пшениці, вівса, гречки. Являли собою дерев'яний валок, у який перпендикулярно забивали до п'яти дерев'яних зубків, нижній з яких був найдовший, а верхні робилися поступово коротшими. Посередині зубки скріплювали тонкою планкою та притягували до держака шнурками (струнами, сторожами). Валок грабків кріпився так, щоб зубці розташовувалися вертикально з одній площині з полотном коси. Використання коси з грабками давало змогу робити рівний покіс, при якому колосся лягало в один бік, а стебла в інший, але працювати такою косою було важче.

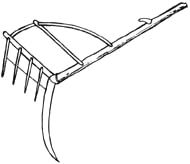
Коса з грабками